# Konklawe 1276 (Hadrian V)
Konklawe 2-11 lipca 1276 – drugie konklawe 1276 roku. Wybrało Adriana V na następcę Innocentego V.

## Lista uczestników
Papież Innocenty V zmarł nagle 22 czerwca 1276 roku po zaledwie pięciu miesiącach pontyfikatu. W chwili jego śmierci było 14 kardynałów. W konklawe wzięło udział 13 z nich:
- Pedro Julião Reboli (nominacja kardynalska: 3 czerwca 1273) – kardynał biskup Tusculum; prymas Świętego Kolegium Kardynałów
- Vicedominus de Vicedominis (3 czerwca 1273) – kardynał biskup Palestriny
- Bertrand de Saint-Martin OSB (3 czerwca 1273) – kardynał biskup Sabiny; komendatariusz kościoła prezbiterialnego S. Marcello; penitencjariusz większy
- Simone Paltineri (24 grudnia 1261) – kardynał prezbiter Ss. Silvestro e Martino; protoprezbiter Świętego Kolegium Kardynałów
- Ancher Pantaleon (31 maja 1262) – kardynał prezbiter S. Prassede
- Guillaume de Bray (31 maja 1262) – kardynał prezbiter S. Marco; kamerling Świętego Kolegium Kardynałów
- Riccardo Annibaldi (29 maja 1238) – kardynał diakon S. Angelo in Pescheria; protodiakon Świętego Kolegium Kardynałów; archiprezbiter bazyliki watykańskiej
- Giovanni Gaetano Orsini (28 maja 1244) – kardynał diakon S. Nicola in Carcere Tulliano; komendatariusz kościołów prezbiterialnych S. Crisogono i S. Lorenzo in Damaso; inkwizytor generalny Świętego Oficjum Inkwizycji
- Ottobono Fieschi (23 grudnia 1251) – kardynał diakon S. Adriano; archiprezbiter bazyliki liberiańskiej
- Giacomo Savelli (24 grudnia 1261) – kardynał diakon S. Maria in Cosmedin; komendatariusz kościoła prezbiterialnego S. Anastasia
- Goffredo da Alatri (24grudnia 1261) – kardynał diakon S. Giorgio in Velabro
- Uberto Coconati (17 grudnia 1261) – kardynał diakon S. Eustachio
- Matteo Orsini Rosso (31 maja 1262) – kardynał diakon S. Maria in Portico

Siedmiu elektorów otrzymało nominacje od Urbana IV, trzech od Grzegorza X, dwóch od Innocentego IV a jeden od Grzegorza IX.

### Nieobecni
Jeden kardynał mianowany przez Urbana IV:
- Simon de Brion (24 grudnia 1261) – kardynał prezbiter S. Cecilia; legat papieski we Francji

## Podziały wśród kardynałów
Święte Kolegium było podzielone na zwolenników król Sycylii Karola I Andegaweńskiego (trzej kardynałowie francuscy i część kardynałów włoskich, tj. Vicedominis, Fieschi i prawdopodobnie Annibaldi oraz Goffredo da Alatri) oraz tych, którzy sprzeciwiali się dominacji Andegawenów w Italii (kardynałowie Giovanni i Matteo Orsini, Giacomo Savelli, Simone Paltinieri, Uberto Coconati i być może Pedro Reboli).

## Przebieg konklawe
Kardynałowie zebrali się na konklawe w bazylice laterańskiej w dniu 2 lipca 1276. Obecny wówczas w Rzymie Karol I Andegaweński wziął na siebie obowiązek pilnowania przestrzegania norm konstytucji Ubi periculum o konklawe. Kiedy więc po trzech dniach okazało się, że elektorzy nie doszli do porozumienia, nakazał ograniczenie im dostaw żywności. Karol I w swojej roli „strażnika” konklawe nie był jednak bezstronny: włoskim kardynałom (w większości mu nieprzychylnym) dostarczano tylko chleb i wodę, natomiast sprzymierzeńcy Karola (głównie Francuzi) byli traktowani bardziej ulgowo. Po dziewięciu dniach frakcja „italska” uległa i jednogłośnie wybrano kandydata proandegaweńskiego Ottobono Fieschi, bratanka papieża Innocentego IV i byłego legata papieskiego w Anglii. Elekt przybrał imię Adrian V.
Następnego dnia po wyborze Adrian V zawiesił obowiązywanie konstytucji Ubi periculum, gdyż uznał jej postanowienia za zbyt rygorystyczne. Obiecał wydanie nowych regulacji, jednak zmarł kilka tygodni później, zanim doszło do jego konsekracji i koronacji.